# Carvin
Carvin is een gemeente in het Franse departement Pas-de-Calais (regio Hauts-de-France). De plaats maakt deel uit van het arrondissement Lens en van het gemeentelijk samenwerkingsverband Communauté d’Agglomération d'Hénin-Carvin. Carvin telde op 1 januari 2022 17.966 inwoners.

## Geschiedenis
In 2008 werd resten van een versterkte plaats uit het neolithicum gevonden op een heuvel boven de Deule. Het ging om een gebied van 6,5 hectare met een gracht en een omwalling errond waarbinnen de resten van twee grote gebouwen zijn gevonden.
Carvin ontstond in de middeleeuwen en lag in de landstreek Carembault. Later behoorde Carvin toe aan de prinsen van Épinoy. In 1659 werd de streek Frans. Vanaf 1840 ontwikkelde zich de steenkoolindustrie in de streek. In 1857 werd er op 136 meter diepte een steenkoollaag gevonden in Carvin. De Compagnie des Mines de Carvin baatte vier steenkoolmijnen uit in de gemeente, waarvan de laatste in 1907 werd geopend. In 1905 werkten er 1436 mensen in deze industrietak. In 1920 waren dat er, ondank de vernielingen tijdens de Eerste Wereldoorlog, 1785. Door de mijnwerkers was er vanaf de jaren 20 een sterke communistische aanhang in de gemeente. Na de Tweede Wereldoorlog werden de mijnbouwbedrijven genationaliseerd en ging de Compagnie des Mines de Carvin op in de Groupe d'Oignies. In de loop van de jaren 1950 sloten de steenkoolmijnen.

## Geografie
De oppervlakte van Carvin bedroeg op 1 januari 2022 21,03 vierkante kilometer; de bevolkingsdichtheid was toen 854,3 inwoners per km².
Ten zuiden van de gemeente stroomt de Deule en loop het Deulekanaal. De autosnelweg A1 loopt ten oosten van de gemeente.
De onderstaande kaart toont de ligging van Carvin met de belangrijkste infrastructuur en aangrenzende gemeenten.

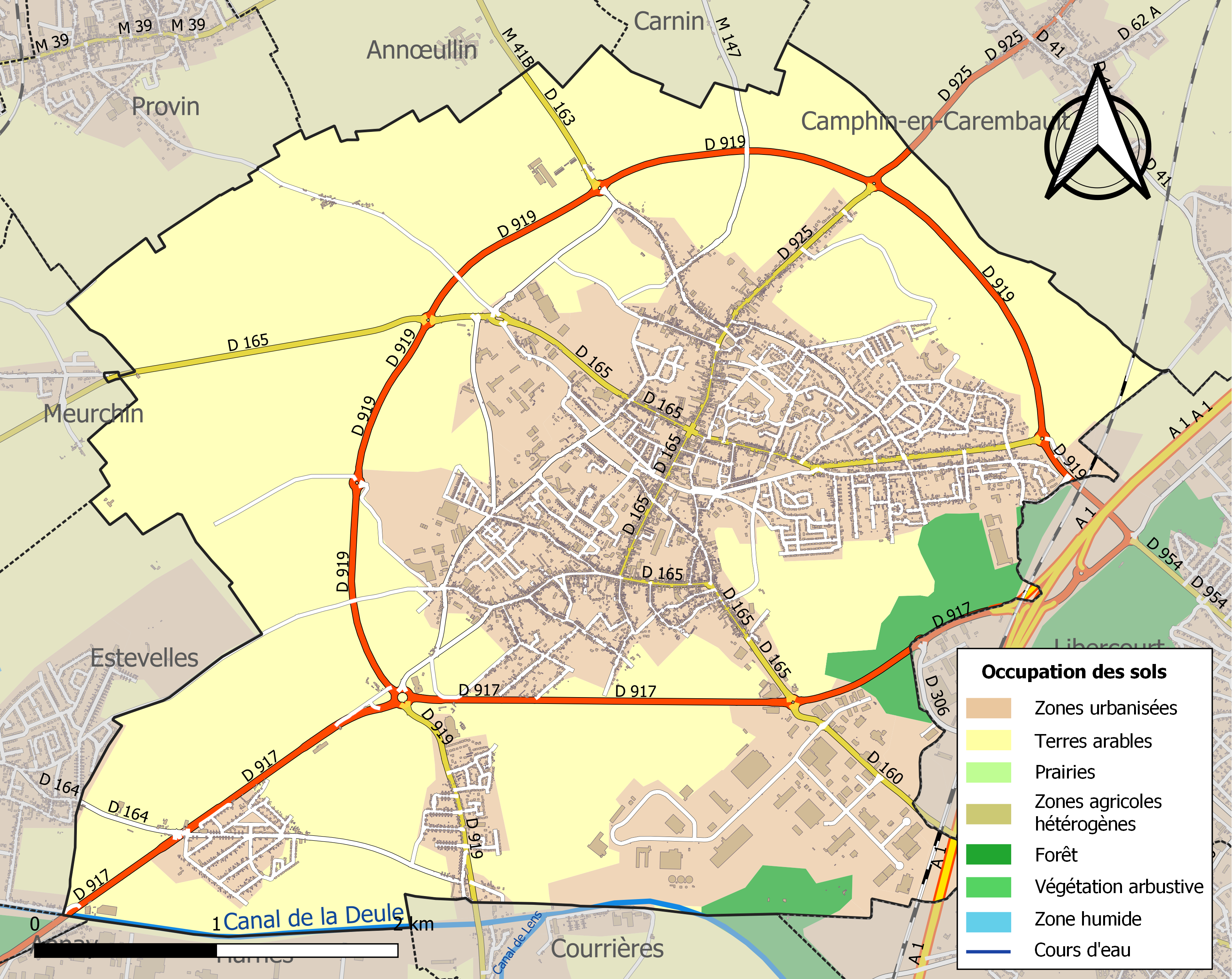

## Demografie
Onderstaande figuur toont het verloop van het inwonertal (bron: INSEE-tellingen).

## Bezienswaardigheden

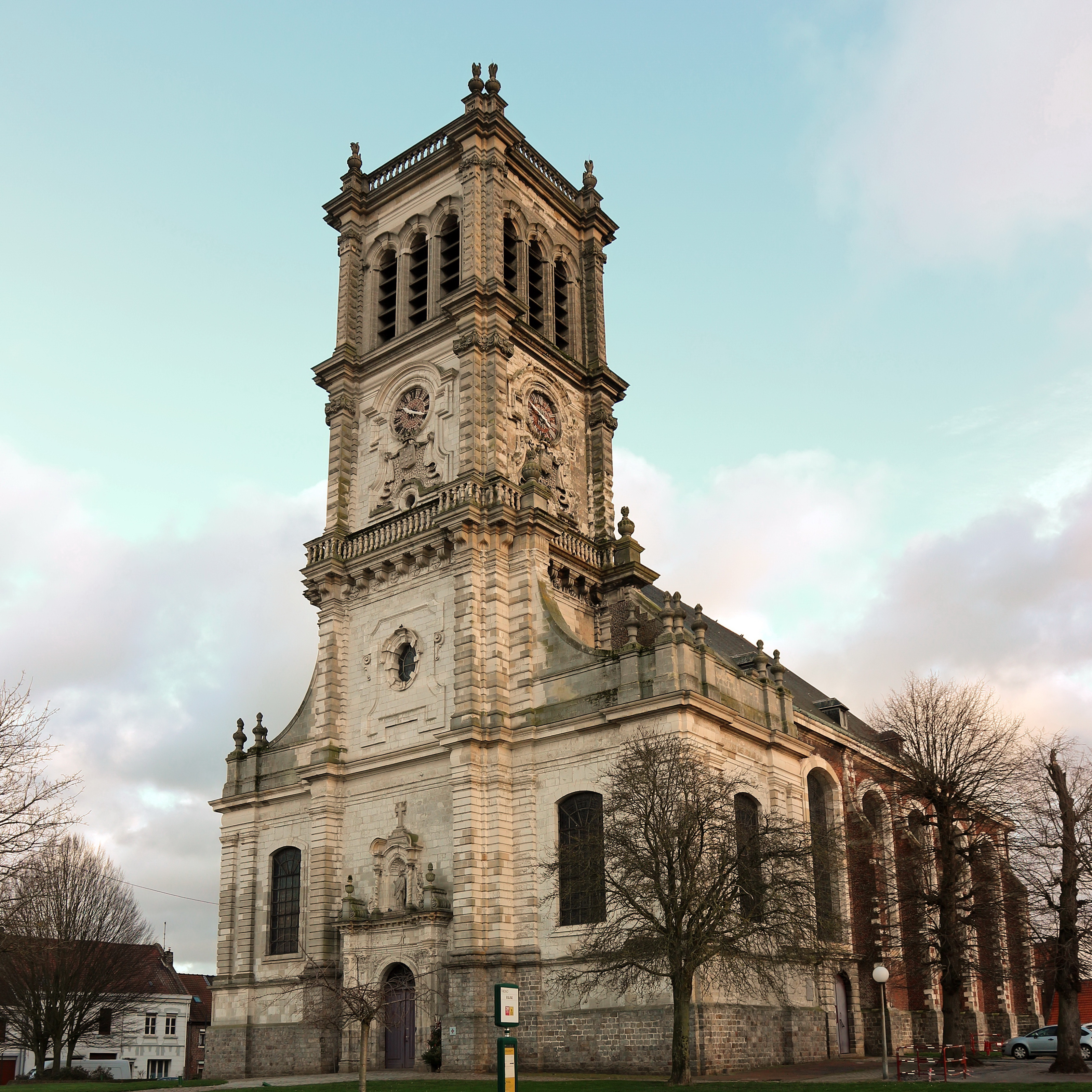
Kerk Saint-Martin

Het gemeentehuis en de Cité Saint-Paul zijn opgenomen in de lijst van monumenten van de erfgoedlijst van Unesco als onderdeel van het cultuurgebied Steenkoolbekken van Nord-Pas-de-Calais. Het gemeentehuis is een voormalige woning die in 1932 werd omgebouwd om te dienen als gemeentehuis. Tot 1934 was het gemeentehuis gevestigd in het huidige gerechtsgebouw. De meeste gebouwen en installaties van de steenkoolmijnen zijn afgebroken.
De kerk Saint-Martin met een toren uit de 17e en 18e eeuw is een beschermd historisch monument. De kerk bezit een orgel uit 1847 van orgelbouwer François-Joseph Carlier.
In de gemeente ligt een Duitse oorlogsbegraafplaats met 6113 graven uit de Eerste Wereldoorlog. Tijdens die oorlog lag de gemeente in Duitse gebied achter het front in Artesië.

## Stedenbanden
Carvin heeft jumelages met de volgende steden:
- Kłodzko, Polen
- Carvico, Italië